# John Obi Mikel
John Michael Nchekwube Obinna (nascut a Jos, Nigèria, el 22 d'abril del 1987), més conegut com a Mikel John Obi, John Obi Mikel o John Mikel Obi, és un futbolista nigerià que actualment juga de centrecampista al Chelsea FC de la Premier League anglesa. Mikel, també juga per la selecció de Nigèria des del 2005.